# 迪涅主教座堂

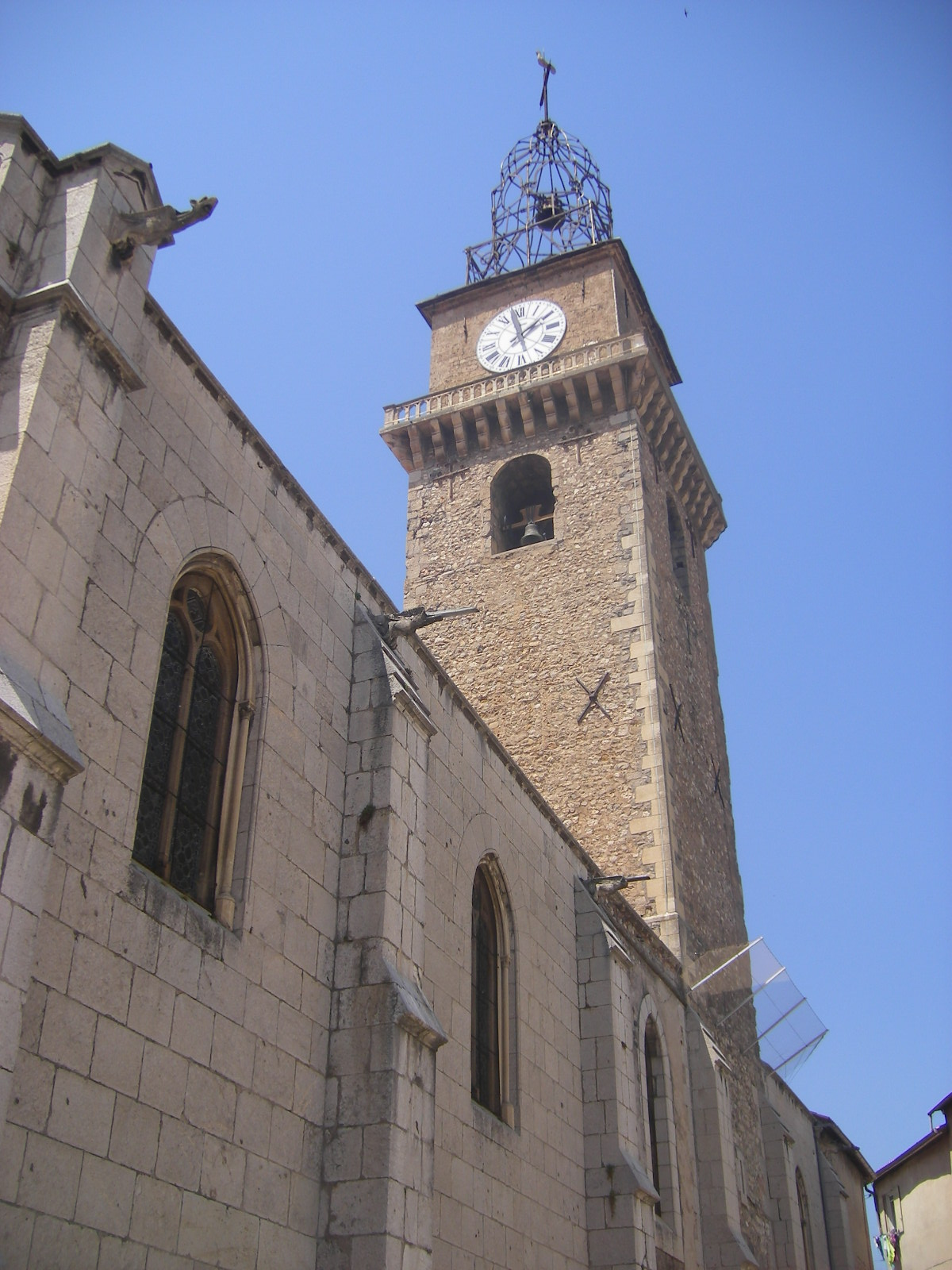
迪涅主教座堂

迪涅主教座堂（Cathédrale Saint-Jérome de Digne）是法國的一座羅馬天主教的主教座堂，也是法國的國家紀念建築，位於迪涅萊班。迪涅主教座堂是天主教迪涅教區的主教座堂。迪涅主教座堂始建於1490年，並在1860年代進行了擴建。

## 外部連結
- Location of cathedral （页面存档备份，存于）
- （法文） Diocese of Digne official website: Former cathedrals of the diocese
- Digne Tourist Office website （页面存档备份，存于）

44°5′31″N 6°14′10″E / 44.09194°N 6.23611°E